# Дигорский район
Диго́рский район (осет. Дигори район) — административно-территориальная единица и муниципальное образование (муниципальный район) в составе Республики Северная Осетия — Алания Российской Федерации.
Административный центр — город Дигора.

## География
Дигорский район расположен в западной части республики, на Осетинской наклонной равнине. Площадь территории района составляет — 584,51 км².
Крупнейшими реками на территории района являются: Урсдон, Дур-Дур и Црау (Сираудон).

## История
С января 1921 года по апрель 1922 года в Горской АССР существовал отдельный Дигорский округ.

## Население
| 1939    | 1959    | 1970    | 1979    | 1989    | 2002    | 2010    |
| ------- | ------- | ------- | ------- | ------- | ------- | ------- |
| 24 527  | ↘20 786 | ↘20 716 | ↘19 180 | ↗19 301 | ↗20 625 | ↘19 334 |
| 2011    | 2012    | 2013    | 2014    | 2015    | 2016    | 2017    |
| ↘19 326 | ↘19 077 | ↘18 799 | ↘18 649 | ↘18 556 | ↘18 372 | ↘18 356 |
| 2018    | 2019    | 2020    | 2021    | 2023    | 2024    | 2025    |
| ↘18 265 | ↗18 283 | ↗18 341 | ↗18 368 | ↗18 505 | ↗18 606 | ↗18 652 |

### Урбанизация
В городских условиях (город Дигора) проживают 54,26 % населения района.

### Национальный состав
По данным Всероссийской переписи населения 2010 года:
| № | Национальность | Численность, чел. | Доля   |
| - | -------------- | ----------------- | ------ |
| 1 | осетины        | 17 078            | 88,3 % |
| 2 | русские        | 1 585             | 8,2 %  |
| 3 | турки          | 231               | 1,2 %  |
| 4 | другие         | 440               | 2,3 %  |

По итогам переписи населения 2020 года проживали следующие национальности (национальности менее 1 % и другое, см. в сноске к строке «Другие»):
| Национальность | Численность, чел. | Доля     |
| -------------- | ----------------- | -------- |
| Осетины        | 16 296            | 88,72 %  |
| Русские        | 1418              | 7,72 %   |
| Турки          | 308               | 1,68 %   |
| Другие         | 346               | 1,88 %   |
| Итого          | 18 368            | 100,00 % |

## Муниципально-территориальное устройство
В Дигорском районе 6 населённых пунктов в составе 1 городского и 5 сельских поселений:
| № | Городское и сельские поселения          | Административный центр | Количество населённых пунктов | Население | Площадь, км2 |
| - | --------------------------------------- | ---------------------- | ----------------------------- | --------- | ------------ |
| 1 | Дигорское городское поселение           | город Дигора           | 1                             | ↗10 120   | 9,19         |
| 2 | Дур-Дурское сельское поселение          | село Дур-Дур           | 1                             | ↘2239     | 10,77        |
| 3 | Карман-Синдзикауское сельское поселение | село Карман-Синдзикау  | 1                             | ↗2356     | 11,83        |
| 4 | Кора-Урсдонское сельское поселение      | село Кора-Урсдон       | 1                             | ↘1216     | 5,97         |
| 5 | Мостиздахское сельское поселение        | село Мостиздах         | 1                             | ↘729      | 4,32         |
| 6 | Николаевское сельское поселение         | станица Николаевская   | 1                             | ↗1992     | 4,97         |

Список населённых пунктов района
| № | Населённый пункт | Тип     | Население | Муниципальное образование               |
| - | ---------------- | ------- | --------- | --------------------------------------- |
| 1 | Дигора           | город   | ↗10 120   | Дигорское городское поселение           |
| 2 | Дур-Дур          | село    | ↘2239     | Дур-Дурское сельское поселение          |
| 3 | Карман-Синдзикау | село    | ↗2356     | Карман-Синдзикауское сельское поселение |
| 4 | Кора-Урсдон      | село    | ↘1216     | Кора-Урсдонское сельское поселение      |
| 5 | Мостиздах        | село    | ↘729      | Мостиздахское сельское поселение        |
| 6 | Николаевская     | станица | ↗1992     | Николаевское сельское поселение         |

## Религия
Православие
- Церковь Рождества Пресвятой Богородицы (город Дигора)
- Церковь святителя Николая Чудотворца (станица Николаевская)

Ислам
- В станице Николаевская есть малочисленная община турок-месхетинцев.

## Экономика
Промышленность
- На территории района расположены 8 промышленных предприятий,
- в том числе 4 цеха по производству спирта,
- 1 автопредприятие,
- 2 строительные организации

Сельское хозяйство
Район характеризуется традиционным для сельских районов республики сельскохозяйственным производством. В районе 2 ассоциации крестьянских хозяйств, 2 колхоза, 2 совхоза и 36 КФХ, в пользовании которых находится более 2,5 тыс. гектаров земельных угодий. На территории Дигорского района находятся животноводческие фермы СФКХ «Дур-Дур», АКФХ «Урсдон», совхоз им. Цаголова и КП «Дигорский».

## Культура
- Краеведческий музей — г. Дигора,
- Дом-музей Цаголова — г. Дигора,
- Дом-музей Махарбека Туганова — с. Дур-Дур,
- Драматический народный театр им. Малиева — г. Дигора,
- Ансамбль народного танца «Кафт» — г. Дигора,
- Ансамбль Казачьей песни — ст. Николаевская,
- Кинотеатр — г. Дигора,
- Дигорская районная типография.
- Монумент «Христос Спаситель» — г. Дигора,
- Статуя Святого Георгия Победоносца.